# The No WTO Combo
The No WTO Combo — недовготривалий американський рок-гурт, який заснували Джелло Біафра та Кріст Новоселіч.

## Історія гурту
В кінці 1999 року в Сіетлі проходила конференція Світової організації торгівлі. Місцеві жителі розпочали масові акції протесту: понад 40 тисяч громадян вийшло на вулиці, щоб виразити незадоволення політикою СОТ стосовно вільної торговлі та прав людини. Серед небайдужих були відомі музиканти Кріст Новоселіч (Nirvana) та Джелло Біафра (Dead Kennedys), які незадовго до цього разом брали участь в політичному турі Spitfire. Вони обговорювали з організаторами протестів можливість виступу якогось з місцевих колективів. Жоден з великих рок-гуртів не погодився брати в цьому участь, тому було вирішено створити супергурт, додавши до нього гітариста Soundgarden Кіма Таїла та барабанщицю Sweet 75 (іншого гурту Новоселіча) Джину Мейнвол.
Концерт було призначено на 30 листопада 1999 року, проте через вуличні сутички його довелося перенести. Попри напружену атмосферу, музиканти встигли провести три репетиції. Запланований виступ відбувся 1 грудня 1999 року. Новостворений гурт виступив на розігріві у колективу Spearhead на сцені місцевого клубу The Showbox перед чотирма сотнями глядачів.
Виступ було записано на багатоканальний магнітофон володарем місцевої студії Марком Кавенером. Він передав плівки Новоселічу, а той разом з відомим сіетлським продюсером Джеком Ендіно перезвів їх, перетворивши на концертний альбом. Платівка Live From The Battle In Seattle вийшла 9 травня 2000 року на лейблі Біафри Alternative Tentacles. Вона розпочиналась з 15-хвилинної промови Біафри, подібної до його сольних політичних виступів. Також до альбому увійшли записи пісень, що було виконано на концерті: по одній композиції з репертуару Dead Kennedys та D.O.A., та ще дві — нові пісні The No WTO Combo. Оформленням альбому займався дизайнер Шепард Фейрі, відомий своїми стріт-арт-проєктами. Анотацію підготували Біафра та Новоселіч, додавши окрім власних думок цитату відомого російського анархіста Михайла Бакуніна.
Після єдиного живого виступу музиканти замислювались над продовженням концертів. Проте через логістичні перепони, а також високу зайнятість Біафри, турне так і не відбулось. Зокрема, у 2000 році Біафра висунув свою кандидатуру на пост Президента США, в той час, як Новоселіч оголосив про припинення власних музичних проєктів.

## Дискографія
- 2000 — Live From The Battle In Seattle

## Учасники
- Джелло Біафра — вокал
- Кріст Новоселіч — бас-гітара
- Кім Таїл — гітара
- Джина Мейнвол — барабани